# Certolizumab pegol
Certolizumab pegol je recombinantni Fab' fragment antitela provi faktora nekroze tumora-alfa, koji je konjugovan sa oko 40 kDa polietilen glikola (PEG2MAL40K). Polietilen glikol pomaže u usporavanju metabolizma i eliminacije leka. Hemijski, laki lanac se sastoji od 214 aminokiselina, dok teški lanac ima 229 aminokiselina. Molekulska masa Fab' fragmenta antitela je 47,8 kDa. Ovaj lek se koristi u tretmanu reumatoidnog artritisa i Kronove bolesti. FDA je odobrila ovaj lek u aprilu 2008.

## Literatura
- Hardman JG, Limbird LE, Gilman AG (2001). Goodman & Gilman's The Pharmacological Basis of Therapeutics (10. изд.). New York: McGraw-Hill. ISBN 0071354697. doi:10.1036/0071422803.
- Thomas L. Lemke; David A. Williams, ур. (2007). Foye's Principles of Medicinal Chemistry (6. изд.). Baltimore: Lippincott Willams & Wilkins. ISBN 0781768799.

## Spoljašnje veze
- „”. Архивирано из оригинала 8. 12. 2013. г.

|  | Molimo Vas, obratite pažnju na važno upozorenje u vezi sa temama iz oblasti medicine (zdravlja). |